# Liste des maires de Vancouver
Voici une liste de maires de Vancouver classée par ordre chronologique. Cette liste peut également être classée par ordre de fin de mandat, par ordre de prénom et par parti politique.  
| numéro | Nom                       | image | Début       | Fin  | parti politique                                       |
| ------ | ------------------------- | ----- | ----------- | ---- | ----------------------------------------------------- |
| 1      | Malcolm Alexander MacLean |       | 1886        | 1887 |                                                       |
| 2      | David Oppenheimer         |       | 1888        | 1891 |                                                       |
| 3      | Frederick Cope            |       | 1892        | 1893 |                                                       |
| 4      | Robert Alexander Anderson |       | 1894        | 1894 |                                                       |
| 5      | Henry Collins             |       | 1895        | 1896 |                                                       |
| 6      | William Templeton         |       | 1897        | 1897 |                                                       |
| 7      | James Garden              |       | 1898        | 1900 |                                                       |
| 8      | Thomas Townley            |       | 1901        | 1901 |                                                       |
| 9      | Thomas Neelands           |       | 1902        | 1903 |                                                       |
| 10     | William McGuigan          |       | 1904        | 1904 |                                                       |
| 11     | Frederick Buscombe        |       | 1905        | 1906 |                                                       |
| 12     | Alexander Bethune         |       | 1907        | 1908 |                                                       |
| 13     | Charles Douglas           |       | 1909        | 1909 |                                                       |
| 14     | Louis Denison Taylor      |       | 1910        | 1911 |                                                       |
| 15     | James Findlay             |       | 1912        | 1912 |                                                       |
| 16     | Truman Smith Baxter       |       | 1913        | 1914 |                                                       |
| 17     | Malcolm Peter McBeath     |       | 1915        | 1917 |                                                       |
| 18     | Robert Henry Otley Gale   |       | 1918        | 1921 |                                                       |
| 19     | Charles Edward Tisdall    |       | 1922        | 1923 |                                                       |
| 20     | William Reid Owen         |       | 1924        | 1924 |                                                       |
| 21     | William Harold Malkin     |       | 1929        | 1930 |                                                       |
| 22     | Gerry McGeer              |       | 1935        | 1936 | Parti libéral du Canada                               |
| 23     | George Clark Miller       |       | 1937        | 1938 |                                                       |
| 24     | James Lyle Telford        |       | 1939        | 1940 |                                                       |
| 25     | Jonathan Webster Cornett  |       | 1941        | 1946 |                                                       |
| 26     | Charles E. Jones          |       | 1947        | 1948 |                                                       |
| 27     | Charles Edwin Thompson    |       | 1949        | 1950 |                                                       |
| 28     | Frederick Hume            |       | 1951        | 1958 |                                                       |
| 29     | A. Thomas Alsbury         |       | 1959        | 1962 |                                                       |
| 30     | William Rathie            |       | 1963        | 1966 |                                                       |
| 31     | Tom Campbell              |       | 1966        | 1972 |                                                       |
| 32     | Michael Harcourt          |       | 1981        | 1986 | Nouveau Parti démocratique de la Colombie-Britannique |
| 33     | Gordon Campbell           |       | 1987        | 1993 | Parti libéral de la Colombie-Britannique              |
| 34     | Philip Owen               |       | 1993        | 2002 | Non-Partisan Association                              |
| 35     | Larry Campbell            |       | 2002        | 2005 | Parti libéral du Canada caucus des sénateurs libéraux |
| 36     | Sam Sullivan              |       | 2005        | 2008 | Parti libéral de la Colombie-Britannique              |
| 37     | Gregor Robertson          |       | 2008        | 2018 | Nouveau Parti démocratique de la Colombie-Britannique |
| 38     | Kennedy Stewart           |       | 2018        | 2022 | Nouveau Parti démocratique de la Colombie-Britannique |
| 39     | Ken Sim                   |       | Depuis 2022 |      | ABC Vancouver                                         |